# 北海道札幌西高等学校
北海道札幌西高等学校（ほっかいどう さっぽろにしこうとうがっこう）は、北海道札幌市中央区宮の森に所在する公立高等学校。

## 概要
歴史
1912年（明治45年）に旧制中学校として創立。2012年（平成24年）に創立100周年を迎えた。
校訓
「自由・自律・叡智・創造」
校風
生徒の個性を尊重した自由な校風。西高実行精神は「やることはやる・やるときはやる・やれるだけやる」である。
制服
制服はなく、私服である。なお、上靴、体育用ジャージのみ指定のものが販売されている。

## 沿革

### 旧制中学校時代（全日制の前身）
- 1912年
  - （明治45年）7月8日 - 文部省告示第174号により「北海道庁立第二札幌中学校」の設立が認可される[1]。定員を50名とする。
  - （大正元年）9月30日 - 札幌市北3条西19丁目に起工。
- 1913年（大正2年） 
  - 3月31日 - 初代校長に善波功が任命される。
  - 4月1日 - 「北海道庁立第二札幌中学校」が開校。
    - 屋内体操場を仮教室とし、庁立札幌中学校（北海道札幌南高等学校の前身）第2学年生徒78名を2学級に編成し、新たに第1学年生徒97名の入学を許可。

  - 10月18日 - 本校舎が完成。
- 1915年（大正4年）4月17日 - 「北海道庁立札幌第二中学校」と改称。
- 1922年（大正11年）7月8日 -  校旗と校歌を制定。
- 1947年（昭和22年）11月1日 - 「北海道立札幌第二中学校」と改称（「庁」が除かれる）。

### 旧制夜間中学校時代（定時制の前身）
- 1923年（大正12年）
  - 4月24日 - 「札幌中等夜学校」の設立が認可される。
  - 5月7日 -  開校式・入学式を挙行。
- 1932年（昭和7年）2月23日 - 北山新太郎により基本財団として山林が寄贈され、財団法人が組織され始める。
- 1934年（昭和9年）3月9日 - 「財団法人札幌夜間中学校」の設立が認可される。
- 1943年（昭和18年）4月1日 - 私立昭和中学校を併合し、道移管の上、「北海道庁立札幌第二中学校夜間部」と改称。
- 1947年（昭和22年）11月1日 - 「北海道立札幌第二中学校夜間部」と改称。

### 新制高等学校
- 1948年（昭和23年）4月1日 - 学制改革（六・三・三制の実施）
  - 旧制札幌第二中学校が廃止され、新制高等学校「北海道立札幌第二高等学校」（男子校）が発足。夜間部を夜間課程とする。
- 1950年（昭和25年）4月1日 - 公立高校再編によって、「北海道札幌西高等学校」（現校名）と改称。男女共学となる。夜間課程を定時制課程とする。  
  - 定時制分校を2校（厚別・琴似）設置。
- 1951年（昭和26年）11月1日 - 定時制琴似分校が分離・移管の上、琴似町立琴似高等学校（市立札幌新川高等学校の前身）として独立。
- 1960年（昭和35年）7月9日 - 火災により校舎の大半を焼失、焼け残った新館や体育館を改装して授業を続行する。
- 1962年（昭和37年）3月1日 - 現在地に校舎が完成し移転。なお、跡地には札幌女子高等学校（札幌龍谷学園高等学校の前身）が建設された。
- 1972年（昭和47年）4月1日 - 制服が廃止され、服装が自由化となる[2]。
- 1974年（昭和49年）1月9日 - 輔仁会（同窓会）により、校庭に戦没者記念碑が建立。
- 1977年（昭和52年）7月28日 - 輔仁会創立60周年記念として校庭にブロンズ像「蒼穹」が建立。
- 1984年（昭和59年）10月30日 - オレゴン州・ポートランド市、ウッドロウ・ウイルソン高校と姉妹校になる。
- 1994年（平成6年）2月25日 - 屋内体育館と柔剣道場、屋内プールを改築。
- 1995年（平成7年）11月27日 - 新校舎（現校舎）が完成し移転。
- 1996年（平成8年）11月12日 - 同窓会館「輔仁会館」が完成。
- 1997年（平成9年）1月24日 - 第二体育館が完成。
- 2005年（平成17年）4月1日 - 通信制課程と同時に学ぶこと（定通併修制度）で、従来は卒業に4年かかる定時制課程で3年間の卒業が可能となる。
- 2012年（平成24年）10月13日 - 創立100周年・定時制90周年記念式典を開催。

## 主な学校行事
- 羅針盤セミナー - 現役生徒に対する西高OBの講演会
- 大運動会 - お弁当スペシャル、ケツ圧測定、応援団、 パン食い競走、一身同体、綱引き、東海道五十三次、騎馬戦、部活対抗リレー、西高名物花笠音頭など
- 生徒大会
- アトリウムコンサート
- 芸術鑑賞
- 西高祭 - （当初「文化祭」、一時「学校祭」とも呼ばれた。1972年より学校祭から名称復活）1日目夕方から開催式が行われ、地元山の手地区をまわる行灯行列から幕を明ける。二日目、三日目は校舎の一般公開、PTAやOBらによる展示・販売、そして最終日の夜には打ち上げ花火が上げられ、幕を閉じる。地域と連携を図りながら華やかに展開されることで有名である。また生徒の多くは浴衣で参加する。バザーの収益は各種後援会を通して、同校に寄贈される。
- 体育大会
- 見学旅行
- クリスマス　（1～3階まで吹き抜けのアトリウムにクリスマスツリーが点灯される）
- 節分 - 鬼に扮装した3年の生徒達が、授業中の1・2年の各学級を回って歩き、乱入して豆まきをする
- 卒業式 - スーツで参列するものが多いが、仮装など奇抜な格好をするものも多い。例年、閉式の辞が述べられる直前に「ちょっと待った！コール」なるものが卒業生から沸き起こり、卒業生による最後のメッセージが送られる。
- サイエンス・パートナーシップ・プログラム（SPP）「研究者招へい講座」

## 部活動・同好会
かつては「社会科学研究」（通称：社研）、「孔版」、「落語研究会」（亭号は「うゑすと亭」）、「女性史研究」、「アマチュア無線」、「郷土研究」、「地学」、「拳闘」、「ラグビー」等の部が存在した。また、常設ではないが、例年応援団も組織され、毎年恒例の大運動会では、全校が赤・青・黄組に分かれて争う場面での応援合戦や野球部の全校応援等で活躍する。
- 局
  - 生徒会執行部
  - 放送局
  - 新聞局
  - 図書局

- 運動系部活動
  - 弓道
  - バスケットボール
  - バドミントン
  - バレーボール
  - テニス
  - 野球
  - サッカー
  - ソフトテニス
  - 卓球
  - ハンドボール
  - 剣道
  - 柔道
  - 陸上
  - 山岳
  - 水泳
  - スキー

- 文化系部活動
  - 書道
  - 軽音楽
  - 美術
  - 合唱
  - 写真部
  - オーケストラ
  - 華道
  - 演劇
  - 邦楽
  - 茶道
  - 鉄道研究
  - 囲碁・将棋
  - 化学
  - 物理研究
  - マンガ・イラスト
  - 文芸

- 同好会
  - ダンス
  - 映画研究

### 記録
- 1962年 - オーケストラ部NHK器楽合奏コンクール道大会1位
- 1978年 - 男子バスケットボール 全道大会優勝
- 1980年 - 北海道学生書道展 最優秀校
- 1983年 - NHK放送コンテスト ラジオ番組 優秀校
- 1988年 - 高文連 囲碁 全国大会 準優勝
- 1988年 - 高文連 化学 総合賞
- 1988年 - 朝日書道展 団体・最優秀校、学生書道展  団体・優秀校
- 1989年 - 高文連 化学 総合賞「紫キャベツの色素研究」
- 1990年 - 朝日書道展 団体・優秀校、学生書道展  団体・ 優秀校
- 1990年 - 第10回全国高等学校クイズ選手権優勝
- 1991年 - NHK放送コンテスト ラジオ番組 全国大会 準々決勝（全道3位）
- 1991年 - 朝日書道展 団体・優秀校、学生書道展  団体・優秀校
- 2003年 - 第3回高校生エネルギークイズ　全国チャンピオン大会優勝
- 2003年 - NHK放送コンテスト　ラジオドキュメンタリー部門　全国大会進出
- 2003年 - 江戸川大学主催高校放送コンテスト　テレビドキュメント部門　最優秀賞
- 2005年 - 第5回高校生エネルギークイズ　全国チャンピオン大会優勝
- 2007年 - 女子硬式テニス部　新人戦全国大会出場
- 2008年 - 女子ハンドボール部　全道大会優勝、高体連全国大会出場
- 2011年 - 第5回全国高校生金融経済クイズ選手権（エコノミクス甲子園）全国大会進出[3]
- 2019年 - 女子硬式テニス部　新人戦全国大会出場

## 同窓会・支援団体
- 「輔仁会（ほじんかい）」とは、卒業生と名誉会員となる教職員で組織する同窓会である。1954年に西高同窓会と一本化された。会員のネットワーク構築と、西高の発展に寄与する事を目的としている。1996年「輔仁会館」を建設し本校に寄贈。多目的ホールとして活用されている。また東京支部を初め、道内に幾つかの支部を持つ。
- 財団法人札幌西高会とは西高の卒業生とPTAの役員らが、理事や評議員を務める組織である。「西高山」と呼ばれる学校林を札幌市内に3ヶ所、延べ11万6000坪所有しており、育英奨学金をはじめ、楽器補修や学校花壇整備、皆勤賞記念品などの支援を行っている。
- 札幌西高文化体育後援会とは西高の保護者と賛助会員による組織である。その名の通り、教育活動の推進について後援するために設立された。進路に対する特別委員会、補習や部活動等に対する補助を行い、卒業生と学校とのパイプ役機能も果たしている。
- 札幌西高等学校PTA会とは生徒の、学校・家庭・社会生活の改善と向上を目的に、保護者と教職員により組織されている。学年・広報・教養委員会のほか、サークル活動等を行っている。またホームページを開設し、学校の様子がタイムリーに分かるように工夫している。
- 札幌西高振興会（札幌西高サポーターズクラブ）とは生徒会や部活動など西高生の諸活動を、資金面で支援するために、輔仁会、西高会、西高PTA、2004年企業の参加を得て組織された。「西高サポーターズクラブカード」（クレジットカード機能を有する）を発行し、その収益の一部で生徒の体育・文化活動に必要な支援を行っている。

## 姉妹校活動
- 米国オレゴン州ウイルソン高校との提携
  - 1964年札幌市がオレゴン州ポートランド市と姉妹都市となったことをきっかけに教育の分野でも連携を図る機運が高まり、同市ウッドロウ・ウイルソン高校の当時の学校長ウイリアム・ブロップと本校学校長萩原獅郎との間で、1984年10月30日、姉妹校として合意した。まず互いの教師が相互訪問を行った。
- その後、同校生徒以外にも米国からの留学生を受け入れている。

## 備考
- 「高等学校ユネスコの集い」参加。
- 数年前から学校案内やホームページ等に「West is Best!」というキャッチコピーが使われている。
- 卒業生数は約29,000人に迫る。（2006年3月）
- 1995年に竣工した、独特の外観を持ち、上空から見ると「W」の形を模した新校舎は、西高21期生の設計によるものであり、従来の羊羹形の校舎から、一変して3線式の校舎となり、1～3階まで吹き抜けのアトリウムは、道内では珍しいものである。またフリースペースとなった正面玄関前は、一般市民も自由に散策でき、地域住民の憩いの場としても利用されている。
- 校歌は四部合唱である。
- 学生運動のころには「本道初の高校生デモ参加」と報道されたが、当時の第13代宮田校長は「未成年であり、就学途上にある高校生が政治デモに参加することは決して好ましいことではないが、さりとてこのように明日の日本がどうなるかわからないような、何人も深い憂慮と重大な関心を抱かざるを得ないこの時期に、独り高校生だけが問題の圏外にたって無関心でおれといったところで果たして可能だろうか。また、そのような無感動な人間を作ることが果たして教育といえるだろうか」と述べ、条件付きで認めた。
- 旧二中校舎前から旧レンガ校舎前に移植された伝統の黒松も新校舎建設に当たって、移植もしくは伐採が考えられた。「移植後の成長は保障できない」とされたが、道内では北星学園女子中学高等学校の構内と二本しかないことが判明し、当時の教頭が中心となって移植作業に取り組んだ結果、二中校舎時代から三代目の現在まで生き続けている。
- 旧二中の跡地（中央区北3条西18-19丁目）には現在札幌龍谷学園高等学校（旧札幌女子高等学校）が所在するが、その傍らにひっそりと「二中公園」が存在し、二中記念碑「青春」（西高8期生作）の像が建立されている。
- 定時制では大検の合格科目も単位として認めており、大検合格科目の単位もトータルして3年で卒業することも可能である。

## 周辺
同校の横の道路1本隔てて、西区と接している。周辺の中央区宮の森、西区山の手は、札幌市内では古くからの高級住宅地であるが、西部にはすぐ近くに山々がそびえており、四季折々の眺望は美しい。最も近い「三角山（標高311m、一等三角点が設置）」は、過去には冬季間にその斜面で体育のスキー授業・スキー大会が行われていた。北一条通が未整備で近隣地域の宅地化が進む以前には、山から学校までノンストップでスキーで戻って来ることができた。

## 交通
- 札幌市営地下鉄東西線西28丁目駅徒歩15分
- ジェイ・アール北海道バス山の手線西高校前徒歩1分

## 著名な出身者
旧制札幌二中入学で、戦後の学区変更で他校に移った者も含む。

### 政治・行政
- 石井亨 - 元仙台市長、元宮城県副知事
- 寺内靖治 - 元石狩町長
- 藤原規眞 - 衆議院議員
- 和泉晶裕 - 元国土交通省北海道局長、元国土交通省北海道開発局長
- 糸田省吾 - 元公正取引委員会委員、元公正取引委員会事務総長、瑞宝重光章受章
- 加藤進 - 元宮内次官、会計検査院長、正三位勲一等
- 匂坂克久 - 国立科学博物館副館長、国立科学博物館附属自然教育園長、元文部科学省国際交流官
- 鈴木昭雄 - 元航空自衛隊幕僚長、瑞宝中綬章受章
- 田中秀穂 - 元駐フィリピン特命全権大使、元外務省中近東アフリカ局長、勲二等旭日重光章受章
- 田村秀夫 - 元国土交通省北海道局長、元国土交通省大臣官房審議官
- 新山惇 - 元北海道開発事務次官、元北海道建設業信用保証社長、瑞宝重光章受章
- 大刀豊 - 元札幌市交通局長、札幌副都心開発公社社長

### 経済界
- 阿部修平 - スパークス・グループ株式会社創業者・社長
- 有末真哉 - 元大樹生命保険社長、会長
- 内山斉 - 元読売新聞グループ本社社長
- 数納清 - 元朝日生命保険社長
- 川村隆 - 元日立製作所会長、社長
- 蛇川忠暉 - 元日野自動車工業社長
- 長沼昭夫 - きのとや創業者・会長
- 長沼修 - 元北海道放送社長、元札幌ドーム社長
- 成毛眞 - 元日本マイクロソフト社長
- 松村誠一 - ピジョン会長
- 宮尾文也 - レオパレス21社長
- 安栄香純 - 三菱HCキャピタル副社長

### 法曹
- 小林充 - 元裁判官、元北海学園大学法科大学院教授

### 学者
- 秋野晶二 - 経営学者、立教大学経営学部教授
- 荒木俊夫 - 政治学者、北海道大学教授
- 荒又重雄 - 経済学者、元釧路公立大学学長
- 石井次郎 - 地質学者、東海大学名誉教授（二中卒）
- 宇田川洋 - 考古学者、東京大学名誉教授
- 上出洋介 - 地球宇宙物理学者、名古屋大学名誉教授
- 片岡寛光 - 行政学、早稲田大学名誉教授
- 神元隆賢 - 法学者、北海学園大学教授
- 郡司正勝 - 演劇研究者、早稲田大学名誉教授（二中卒）
- 佐々木裕次 - 生物物理学者、東京大学大学院教授
- 新保史生 - 憲法学者、慶應義塾大学総合政策学部教授
- 高杉年雄 - 医学者、元北海道大学教授（二中卒）
- 中野美代子 - 中国文学者、北海道大学名誉教授
- 萩原生長（英語版） - 神経科学者、元UCLA教授（二中卒）
- 星野智 - 法学者
- 前田朗 - 法学者、東京造形大学人間教育科教授
- 室谷賢治郎 - 経営学者、札幌学院大学元学長
- 森本正夫 - 経済学者、学校法人北海学園理事長、日本私立大学協会副会長
- 山内亮史 - 社会学者、旭川大学元学長

### 文化人・芸能人・ミュージシャン・スポーツ選手
- 幾瀬勝彬 - 推理作家
- 伊福部昭 - 作曲家
- 岡部政明 - 声優、ナレーター
- 小野栄一 - コメディアン
- 叶高 - 歌手（サーカス）
- 川端民生　- ジャズベーシスト
- 窪田僚 - 作家
- ケンジ・シラトリ - 作家
- 坂本直行 - 画家
- 笹島明夫　- ジャズギタリスト
- 佐藤秀峰 - 漫画家
- 佐藤忠良 - 彫刻家、東京造形大学名誉教授
- 左右田一平 - 俳優
- 品田雄吉 - 映画評論家
- 島田明宏 - 競馬ライター、作家
- 田代明 - 女優
- 田中裕子 - 女優
- 谷村志穂 - 作家
- 谷口弘典 - 元プロ野球選手
- 蔦谷好位置 - 音楽プロデューサー、キーボーディスト
- 永倉麻貴 - フラメンコダンサー
- 原田甫 - 作曲家
- 船山馨 - 作家
- 本郷新 - 彫刻家
- 増谷康紀 - 声優
- 松平修文 - 画家、歌人
- 馬渡新平 - 陶芸家
- 三浦淳史 - 音楽評論家
- 三国義貴 - スタジオ・ミュージシャン
- 水口哲也 - ゲームプロデューサー
- 村井祐児 - クラリネット奏者
- 山内壮夫 - 彫刻家
- 李恢成 - 作家
- 若山弦蔵 - 声優、ナレーター（札幌二中入学、北海道札幌南高等学校卒業）

### マスコミ
- 港浩一 - フジテレビジョン元・代表取締役（元・フジテレビプロデューサー）
- 高氏敦 - NHKアナウンサー
- 高鍬亮 - NHKアナウンサー
- 高野美佐 - 元札幌テレビ放送アナウンサー
- 筒井あずみ - 元福岡放送契約アナウンサー
- 宮田愛子 - フリーアナウンサー（元札幌テレビ放送アナウンサー、元テレビ埼玉アナウンサー）
- 諸星清佳（旧姓・𠮷井）- フリージャーナリスト、元北海道新聞記者

### その他
- 古賀浩靖 - 政治活動家、宗教家